# Въздушен винт
Въздушният винт, наричан още въздушно витло е основен двигателен агрегат за транспортни средства, движещи се в резултат на взаимодействието с въздушната среда. Популярни наименования са и широко разпространеното и използвано от неспециалисти название перка и чуждицата пропелер. Привежда се в движение от двигател и посредством винта се преобразува въртящия момент на двигателя в тяга. Въздушният винт е използван още в зората на създаване на моторното задвижване в летателните апарати, но намира приложение и в транспортните средства движещи се по земната и водната повърхност. Такива са аерошейни, аеролодки, съдове на въздушна възглавница и др. Въздушният винт до края на Втората световна война е основен двигателен елемент на самолетите, докато развитието на реактивната авиация променя начина за задвижване на летателните апарати. Новите конструкции турбовитлови двигатели отново налагат въздушния винт от ново поколение в тежките товарни самолети. В хеликоптерите, независимо от подмяната на двигателите (от бутални двигатели с вътрешно горене към газотурбинни), въздушният винт остава основния носещ винт, както за създаване на подемна сила, така и за придвижване в различни посоки.
Въздушни винтове с много добри аеродинамични качества се произвеждат като силови агрегати във ветрогенераторите, превръщайки кинетичната енергия на въздушните маси в механична енергия за производство на електрическа енергия.
Аналог на въздушния винт е гребният винт, двигателен елемент работещ във водна среда и използван за движение на транспортни средства по вода.

## Теория
Същността на действието на въздушния винт е, че при въртенето му в резултат на характерния му профил, даден обем въздух се изтласква в направление противоположно на движението на транспортното средство. Въртенето на лопатите на винта създава зона на повишено налягане зад винта и зона на понижено налягане пред него. От това и като се отчете, че профилът на винта е плоско-изпъкнал, подобно профила на крилата на самолет, то в резултат на въртенето се създава подемна сила насочена в посоката на движение.
Теорията на въздушния винт и експериментирането с нови видове, брой на лопати и управление на ъгъла на атака и други, занимава повече от 100 години учените по аеродинамика. Теорията продължава да се развива особено с напредъка в областта на аеродинамиката, теоретичната механика, нови конструкционни материали и науката за съпротивление на материалите. Основните трудности при разработката и използването на въздушните винтове за постигане по-високи скорости са ограничения наложени от аеродинамически и от технически характер.

## Изисквания
Към въздушния винт се предявяват следните изисквания:
-аеродинамични – като двигателен агрегат да създава възможно по-голяма тяга при разчетните експлоатационни условия за транспортното средство и най-ефективно използване на характеристиките на двигателя.
-технологически – да бъде прост за изработване, контрол, експлоатация и ремонт.
-якостни – да притежава достатъчно якост и коравина при експлоатация. Да не се деформира или да променя геометричните си параметри при натоварване и вибрации, с което да се променят аеродинамичните му характеристики.

## Видове въздушни винтове
- Класификация по начина на създаване на тягата:

- теглещ въздушен винт – когато винтът е поставен по посоката на движение в предната част на фюзелажа или атакуващия ръб на крилата;
- тласкащ въздушен винт – когато е поставен в средата или края на фюзелажа или изходящия ръб на крилата в посока обратна на движението на транспортното средство.
- Класификация по брой на лопатите:

-еднолопатен;
-двулопатен;
-трилопатен;
-четирилопатен;
-многолопатен.
- Класификация по вида на управление на стъпката (ъгъла на атака) на въздушните винтове:

-с фиксирана стъпка – наричан още еднорежимен винт;
-с променлива стъпка регулируема преди полет;
-с променлива стъпка и реверс – винт управляем по време на полет.
- Класификация по вида на използвания материал:

-дървени винтове изработени по технология от многослоен дървен материал. Евтина конструкция, обикновено с фиксирана стъпка. Понастоящем се използват в леки и свърхлеки конструкции самолети, матоделтаплани, мотопланери, аерошейни и други транспортни средства движещи се по земна и водна повърхност.
-метални — поставят се на скоростни, леки или тежкотонажни самолети с различно предназначение. Изработват се в различен брой на лопатите и са с механизъм за промяна стъпката и реверса по време на експлоатация.
-композитни материали – намалено тегло, висока якост, износоустойчивост и компактни механизми за управление на стъпката и реверса. Изработват се както за класически въздушни винтове, така и за новите модели понякога наричани пропфан

## Технически и аеродинамични характеристики
Аеродинамичната характеристика на въздушните винтове е обвързана с общите изисквания и характеристика на задвижваното транспортно средство. Въздушният винт се изчислява и се произвежда конкретно и в зависимост от предварително зададените изисквания и параметри на цялото транспортно средство. Показатели характеризиращи работата на винта са:

### Основни геометрични характеристики
- Диаметър на винта D (m);
- Радиус на винта R = D/2 (m);

- Геометрична стъпка на винта – разстоянието, което изминава винтът за един оборот, ако се движи във въздуха като в твърда среда  H (m) ;
- Дебелина на профила на лопатата  c;
- ъгъл на поставяне на сечение на лопатата φ = arctg(H/2πr);
- Широчина на лопатата B;
- Профил на лопатите на винта. Обикновено се използват крилни профили, като се предпочита плоско-изпъкналият профил;
- Форма на лопатата в план. Има голямо значение за якостта на витлото.[1]

### Кинематични характеристики
- Мощност на двигателя – N (W);
- Tяга (теглителна сила) на винта – P (N);
- Честота на въртене на винта – n (tr/s);
- Ъглова скорост – ω (rad/s);
- Периферна скорост на лопатата – U = ωR (m/s);
- Скорост на движение за винта – V (m/s);
- Разчетна скорост на движение на винта. Приема се това да е нормалната експлоатационна скорост на движение на транспортното средство. При самолетите например това е крейсерската скорост;
- Най-висока скороподемност.

### Аеродинамични характеристики
- Коефициент на тягата – α = P/(ρ.n2.D4);
- Коефициент на мощността – β = N/(ρ.n3.D5);
- Относителна стъпка – λ = V/(n.D);
- КПД – η = (α/β)λ.

## Особености
Въздушният винт с фиксирана стъпка се нарича еднорежимен, защото конструктивно е заложен режима за получаване на максимален коефициент на полезно действие (КПД) и позволява на двигателя да развие пълната си мощност. Изчислението на конструкцията е направена за точно определена разчетна скорост (Vр) и при полет на точно определена височина (Hр). Във всички останали режими работи по-неефективно. Така са обвързани въздушния винт и летателния апарат – ако самолетът трябва да развива максимална скорост, то аеродинамичните показатели на винта и неговата разчетна скорост трябва да съвпадат с тази на самолета. Когато винтът трябва да обезпечава най-добра характеристика при излитане, той се конструира така, че разчетната му скорост да е близка до нулата. Точно в този режим винтът ще развива най-голяма статична тяга. Такива аеродинамични характеристики са характерни и се залагат при изработката на въздушни винтове за глисери, аерошейни, мотоделтаплани, ултралеки самолети.

### Избор на диаметъра на въздушния винт
Диаметърът на витлото определя диаметъра на окръжността описван от краищата на въздушния винт. Изборът на диаметъра се определя от много фактори:
- зависи от скоростта на движение на летателния апарат;
- зависи от мощността на двигателя и може да се увеличава с увеличаването на мощността;
- зависи от якостта на материала и тя е ограничаващ фактор. Причината е развиването на високи скорости на краищата на винта, при което центробежните сили може да доведат до разрушаването му;
- високата скорост на краищата на винта, надвишаващи скоростта на звука, водят до значителен шум и намалена ефективност. Възможни са завихряния, липсата на устойчивост и генерирането на неконтролирани вибрации.
- диаметърът се ограничава от просвета на самолета, т.е. от височината на колесника, разположението на двигателите, както и от избраната аеродинамична схема на разположението на крилата.

Тягата на въздушния винт пада с увеличаването на скоростта на летателния апарат и то в тясна зависимост от диаметъра. Колкото е по-голям диаметърът и са по-ниски оборотите на винта, толкова е по-малка тягата при по-висока скорост. Статичната тяга е по-голяма на винт с по-голям диаметър, отколкото на винт с по-малък диаметър. Противоречието – скорост – тяга – диаметър на винта, е причината скоростните самолети да ползват високооборотен винт и с по-малък диаметър.
Бавноходните самолети използват бавнооборотни винтове с по-голям диаметър. Това налага в конструкцията на двигателите за тези самолети, да се постави понижаващ редуктор. За мощните двигатели редукторите обикновено са със зъбни колела. При леките самолети и наземните транспортни средства се използват редуктори от по-евтините ремъчни предавки с трапецовидни ремъци или оразмерените за предаване на съответната мощност широки клиновидни ремъци.

## Модерно развитие
На авиационното изложение „Бурже 85“ в Париж са изложени модели на нов вид въздушен вид – турбовитловентилаторни, разработени и представени от специализирани фирми производителки. Новата конструкция със структурата и профила на лопатите трябва да намери приложение в тежкотонажните самолети, като съчетае икономичността на турбовитловите самолети и скоростта на реактивната авиация. Новите, с особена форма многолопатни въздушни винтове, са наричани саблевидни или пропфан (витловентилатор). Концепцията за това на „Дженерал Илектрик“, наречена УДФ (според източници на английски език UHB – ultra high bypass – ултра висок байпас), по едно споразумение с „Дъглас“ и „Боинг“ ще се експериментира с поставяне на двигатели с този нов тип тяга. НАСА финансира проект на лидера за производство на витла „Хамилтон Стандарт“ и на „Алисън“ за изследване на класическия тип пропфан. На изложението е предложено и конструктивно решение на такъв „саблевиден“ вид витло от съветските самолетостроители. Показаният винт е сдвоен с диаметър 4,2 m и 16 тесни лопати (по 8 на пласт). Изработен е от високоякостни композитни материали с компактен механизъм за промяна стъпката и реверса. За самолетен двигател с мощност 10 000 hp (от категорията на Антей) при скорост М = 0,7, (където М е Число на Мах) и при 960 tr/min, винтът постига много висок КПД = 0,9.
Понастоящем въздушни винтове от типа на пропфан се използват в тежките транспортни самолети. Използването на такъв вид „саблевиден“ (на английски: scimitar) въздушен винт позволява на съвременните самолети да летят с над 700 km/h. Примери за успешното прилагане на този нов вид тяга са Антонов Ан-70 и др.

### Недостатъци
Въздушният винт създава високо ниво на шум при експлоатация. Витломоторната група не може да покрие изискванията според нормите на ICAO.